# Tiểu đầu bếp cung đình
Chūka Ichiban! (中華一番! (Trung Hoa Nhất Phiên) n.đ. Đệ nhất (ẩm thực) Trung Hoa) là manga được tạo ra bởi Ogawa Etsushi. Năm 1997, bộ truyện được chuyển thể thành anime cùng tên do Anno Masami làm đạo diễn. Câu chuyện kể về hành trình của một cậu bé mong muốn trở thành đầu bếp giỏi nhất.
Năm 1995, Kōdansha xuất bản bộ truyện. Từ năm 1995 đến năm 1997, bộ truyện được phát hành trên tạp chí Weekly Shōnen Magazine. Tại Việt Nam, truyện được xuất bản với tên Tiểu đầu bếp cung đình.

## Nội dung

### Bối cảnh
Bộ truyện lấy bối cảnh Trung Hoa thế kỷ 19, dưới triều đại nhà Mãn Thanh. Lúc này quyền lực của nhà vua đã suy yếu và đất nước gần như rơi vào hỗn loạn. Thời đại này được mô tả là "Kỷ nguyên tranh đấu ẩm thực". Đó là kỷ nguyên mà những đâu bếp giỏi nhất của những trường phái ẩm thực khác nhau luôn phấn đấu tìm cách hoàn thiện những kỹ năng của mình để trở thành đầu bếp giỏi nhất Trung Hoa. Những đầu bếp đối đầu với nhau để có được quyền lực và sự tôn trọng, nhưng đồng thời họ cũng có thể đánh mất tất cả nếu thua cuộc.
Ẩm thực Trung Hoa thời đó bao gồm bốn khu vực lớn nhất: Bắc Kinh, Tứ Xuyên, Thượng Hải và Quảng Đông
Câu chuyện được mở đầu tại Tứ Xuyên, nơi Lưu Mão Tinh được sinh ra.
Sau cái chết người mẹ là A Bối, người được mệnh danh là "Tiên cô đất Tứ Xuyên", Mão đã quyết tâm trở thành một siêu đầu bếp để kế thừa nhà hàng nổi tiếng của mẹ mình. Tuy nhiên, trước khi kế thừa nó, Mão quyết định đi chu du khắp nơi để học hỏi thêm về nấu ăn, với mục tiêu trở thành một đầu bếp huyền thoại giống như mẹ. Trên đường đi, cậu đã gặp được nhiều người bạn đồng hành đáng tin cậy, giúp đỡ cậu trên con đường chinh phục ẩm thực Trung Hoa.

### Nhân vật chính
Lưu Mão Tinh (劉昴星/ リュウ・マオシン Ryū Maoshin, Bản dịch của Kim Đồng là "Lưu Ngang Tinh")
Nhân vật chính của bộ truyện. Cậu lớn lên trong căn bếp của quán "Cúc hạ lâu", cũng là nơi mà phụ thân và phụ mẫu của cậu làm chủ. Cậu học hỏi những kỹ năng bếp núc từ mẹ của mình và cậu cũng có tình yêu với việc nấu nướng như cha mẹ cậu. Dù cậu học rất nhiều nhưng cậu rất ít khi nấu và cũng chỉ chạy quanh bếp phụ giúp. Cậu chỉ bắt đầu thực sự nấu ăn trước nguy cơ mất Cúc hạ lâu vào tay của Thiệu An, đệ tử cũ của mẹ cậu. Trước sự bất ngờ của nhiều người, cậu chứng tỏ mình là một đầu bếp thông minh. Lý Đề đốc gửi cậu đến Quảng Đông để học hỏi và trở thành một "Đặc cấp trù sư". Cậu trở thành "Đặc cấp trù sư" trẻ tuổi nhất trong lịch sử và câu bắt đầu du hành khắp Trung Hoa để học hỏi thêm những kỹ năng mới.
Dù Mão Tinh vẫn xem như mình chưa có nhiều kinh nghiệm, cậu có niềm kiêu hãnh của một đầu bếp đầy kinh nghiệm và mẹ cậu đã dạy cậu rằng " Đầu bếp là người làm ra món ăn có thể khiến người khác vui vẻ". Trong mỗi món ăn của Mão Tinh, cậu luôn đặt yêu cầu của thực khách lên hàng đầu và tạo ra những món ăn khiến họ luôn hài lòng. Bên cạnh lòng nhiệt thành và tình yêu dành cho ẩm thực, cậu còn có một chiếc lưỡi rất đặc biệt: Chỉ cần nếm qua một lần là cậu có thể biết được tất cả các thành phần trong món ăn, dù là thành phần đó rất nhỏ.
Châu Mai Lệ (周梅麗/ チョウ・メイリィ Chō Meirii, Bản dịch của Kim Đồng là "Đinh Mai Lệ")
Con gái duy nhất của Châu sư phó. Do Mai Lệ không biết nấu ăn, nên cô làm phục vụ ở quán "Dương Tuyền Tửu Gia". Cô có cảm tình với Mão Tinh. Kiến thức về ẩm thực của cô rất ít, nhưng đôi khi nó lại giúp Mão Tinh trong một số vấn đề liên quan. Cô cũng là trợ thủ của Mão Tinh khi cậu đi thi "Đặc Cấp Trù Sư". Khi Mai Lệ biết Mão Tinh muốn rời quán để đi tìm bảy món đồ còn lại của "Bộ dụng cụ truyền thuyết", cô cũng đi theo chứ không ở nhà như khi Mão Tinh đi du ngoạn sau khi trở thành "Đặc Cấp Trù Sư". Cô thường xuyên trừng phạt Tử Lang vì những trò nghịch ngợm của cậu nhóc. Cô luôn tỏ ra ghen tị khi có người phụ nữ khác đến gần Mão Tinh. Ngoại hình của cô giống với người mẹ đã khuất của mình, Mai Hương (Vợ của Châu sư phó).
Tứ Lang (四郎/ シロウ Shirō)
Đệ tử của Mão Tinh. Cha cậu người Trung Hoa còn mẹ cậu là người Nhật. Trong truyện thì Mão Tinh gặp Tứ Lang khi Tứ Lang va phải cậu khi trộm thức ăn của người khác (trong anime thì Mai Lệ và Mão Tinh thấy cậu ngất trong rừng vì đói.) Tứ Lang rời làng khi lên 10 để thực hiện giấc mơ trở thành "Đặc Cấp Trù Sư", nhưng sau hai năm không thực hiện được, cậu lại trở về Hoa Nam. Cậu hay trêu chọc Mai Lệ và kết quả là thường bị trừng phạt thẳng tay. Tứ Lang không giỏi nấu ăn, nhưng cậu biết nhiều hơn Mai Lệ trong việc nấu nướng. Tứ Lang hay gây rắc rối và đôi khi làm ảhh hưởng cả người khác. Vẻ sau cậu thành một đầu bếp học việc tại "Dương Tuyền Tửu Gia".
Giải Lỗ (biệt danh Giải Thiết Côn)
"Đặc Cấp Miến Điểm Sư" đến từ Sơn Tây. Anh là "Đặc Cấp Miến Điểm Sư" trẻ tuổi nhất trong giới đầu bếp Trung Hoa. Anh thường mang theo một cây trượng dài, vừa để làm vũ khí và cũng là dụng cụ nấu ăn của anh. Một đầu của cây trượng đó có khắc những ngôi sao: Màu vàng là dành cho những đầu bếp anh đã thắng, còn màu đen là anh đã thua (Lần anh đấu với Mão Tinh) và anh mong một ngày anh có thể sơn vàng ngôi sao đó. Thường thì anh sống theo kiểu du mục. Anh rất lạc quan nhưng anh lại hay mắng Tứ Lang (Anh có ấn tượng đầu tiên khá xấu với cậu nhóc vì chính Tứ Lang xào cho anh một dĩa rau dở tệ).
Lôi Ân
Cựu môn sinh của quán "Dương Tuyền Tửu Gia". Thường được gọi bằng cái tên "Thất tinh đao Lôi Ân"  vì anh thường dùng đến bảy con dao khác nhau. Sở trường của anh là các món hải sản. Gia nhập tửu quán trước Mão Tinh bốn năm, anh là một thiên tài về nấu nướng; những kỹ năng Châu sư phó truyền thụ anh hoàn thành chỉ trong vòng một tháng. Đến La Ốc đại sư còn ngợi khen anh là "Thiên tài không đợi tuổi.". Sau đó do muốn học hỏi thêm, anh rời khỏi tửu gia lên đường học hỏi và anh đến với phe "Ẩm Thực Hắc Ám". Nhưng sau khi thua Mão Tinh trong trận đấu giành "Bá Long Môn" - Một trong tám món "Bát đại trù cụ", anh nhận ra mình vẫn yêu thích nấu nướng và quyết định phản bội và rời bỏ phe "Ẩm Thực Hắc Ám" sau khi biết bản chất thực sự của tổ chức đó. Sau đó anh tham gia cùng với Giải Thiết Côn, Mão Tinh, Tứ Lang và Mai Lệ lên đường tìm các món còn lại của "Bát đại trù cụ".
Bản chất của Lôi Ân là người rất nhân từ. Anh không muốn giết hại động vật, nhưng để làm bếp thì phải nấu chúng, vì vậy anh thường dán một lá bùa đỏ lên đó và cầu nguyện cho chúng.

### Bát đại trù cụ
- Bá Long Môn: Con dao được phong ấn ở Quảng Châu. Khi người đủ tư cách kế thừa cầm nó lên, nó sẽ tỏa sáng với hình rồng ẩn trên con dao. Không chỉ Mão Tinh, nó vẫn chấp nhận Lôi Ân làm người kế thừa.